# Ceratodon xanthocarpus
Ceratodon xanthocarpus là một loài rêu trong họ Ditrichaceae. Loài này được Schimp. ex Müll. Hal. A. Jaeger mô tả khoa học đầu tiên năm 1872.